# مستوى سري
المستوى السري (بالإنجليزية: umbilical plane)‏ هو المستوى المستعرض (بالإنجليزية: transverse plane)‏ الذي يمر عبر السرة.
موقع المستوى السري مماثل لموقع المستوى المستعرض الوسطي (النصفي) (بالإنجليزية: mid-transverse plane)‏ الذي هو مستوى يمر عبر الخاصرة (بالإنجليزية: waist)‏ مقسما الجسم إلى قسمين تقريبا هما: الجذع والرأس والعضدان (بالإنجليزية: arms)‏ إلى أعلى ( النصف العلوي من الجسم)، والحوض والرجلان (يشمل المستوى الساعدين (بالإنجليزية: forearm)‏ وكفي اليدين إذا كانت اليدان موضوعتين عموديا على جانبي الجسم) وهذا يمثل النصف السفلي من الجسم. وهذا المستوى يمكن مشاهدته في الصورة.
مع العلم أن كل هذه الخطوط والمستويات هي خطوط وهمية لا وجود لها في الواقع والغرض منها تسهيل تحديد موقع عضو أو تركيب ما في الجسم البشري.